# 音咲椿
音咲 椿（おとさき つばき）は、福岡県大牟田市出身の漫画家である。年齢非公開。

## 人物
東京工芸大学芸術学部映像学科卒、専攻はメディア・アート。2005年にポット出版刊「女の子×女の子のためのエロチックブック　カーミラ」にてイラストレーター、漫画家デビュー。前職はブルセラ雑誌の編集長およびカメラマン、フェチDVD、制服系美少女写真集の企画・制作。

## 作品・作風
元々は大人女子向けの漫画を描いていたが、芳文社刊「本当にあったマル生ここだけの話」シリーズで読者投稿４コマを描き始める。その後、レディースコミックやティーンズラブ作品を描きながら自身のエッセイ４コマ漫画を同誌に描くようになる。当時はまだ世間一般に浸透していなかった「女装子」をいち早く漫画に登場させた（作品名は「危険な女装フェチ」だが、本人の希望タイトルは「秘密のじょそこダーリン」）。この頃、パートナーである漫画家との事実婚が破綻し、そのスキャンダラスな一部始終を竹書房刊「本当にあった愉快な話」誌上で「婚約破棄物語」として連載。反響が大きく、連載回数が当初の予定を上回った。

## 単行本
その後、「マザコンの日本人男性は懲り懲り」と、国内で在日外国人との恋愛を求めるようになる。その様子を「本当にあった愉快な話」誌にて「外専女子！！〜外国人と純愛したい」として連載。2016年11月15日、連載原稿に大幅な書き下ろし、コラムを加え、ぶんか社より「イケメン外国人たちとベッドで異文化交流した結果。」（ISBN 978-4-8211-4451-8）を出版(奥付：2016/12/1)。

## メディア露出
サイゾーウーマンにてインタビューが公開。
インベカヲリ★のファンであり、写真集「やっぱ月帰るわ、私」にモデルとなった写真が掲載されている。単行本の著者近影もインベカヲリ★に依頼している。
パイ投げ倶楽部のDVD『女だらけのパイ投げ大会Vol14』、『油性マジックで女体に落書き　Ｖｏｌ.2』に出演。
スカパー！「ダラケ！」出演。2017年8月放送
AbemaTV「Wの悲劇」出演。2018年1月放送。
BSフジ「橋本マナミのヨルサンポ。」2018年2月放送。